# Wagyl

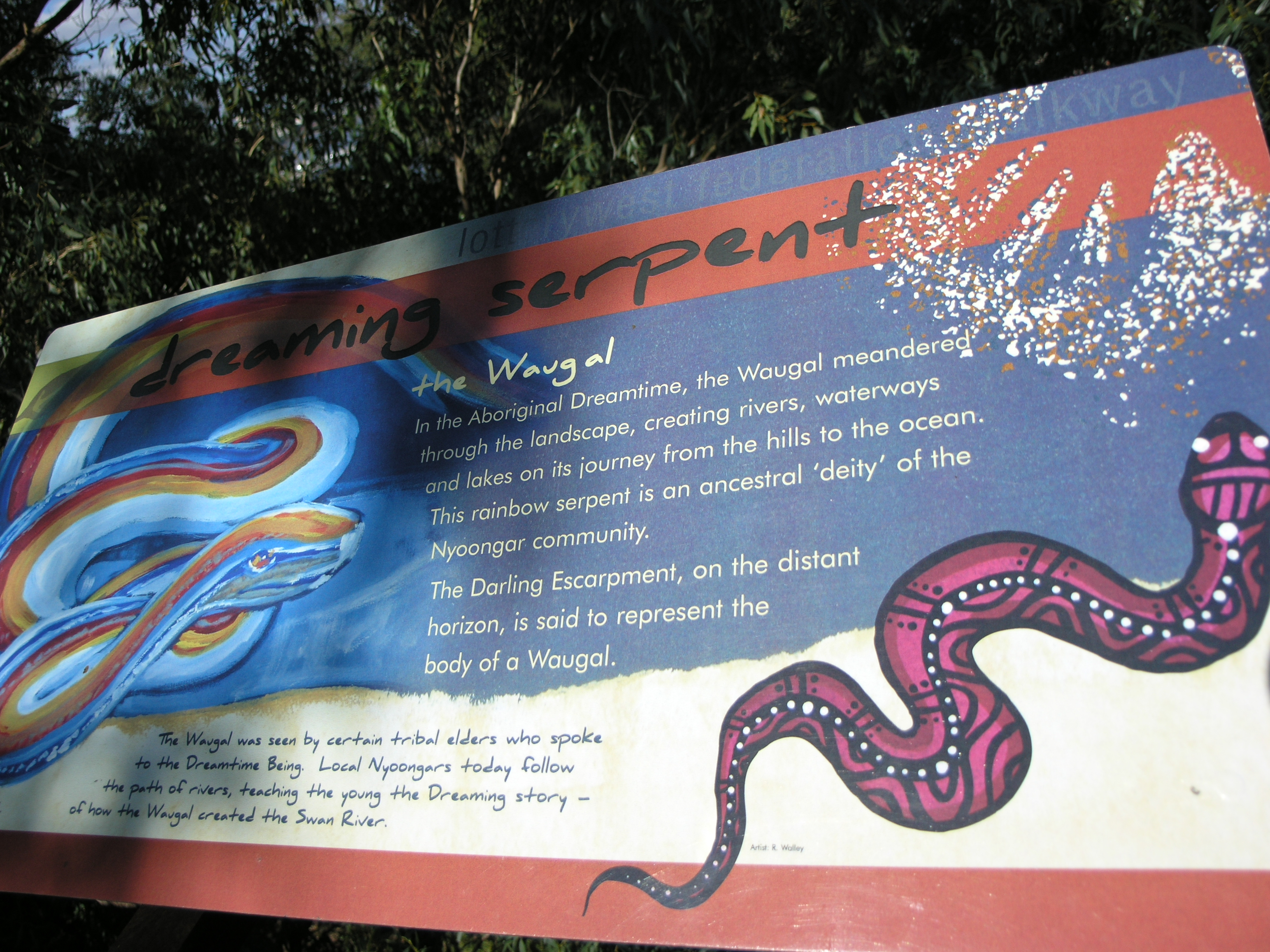
Abbildung der Wagyl

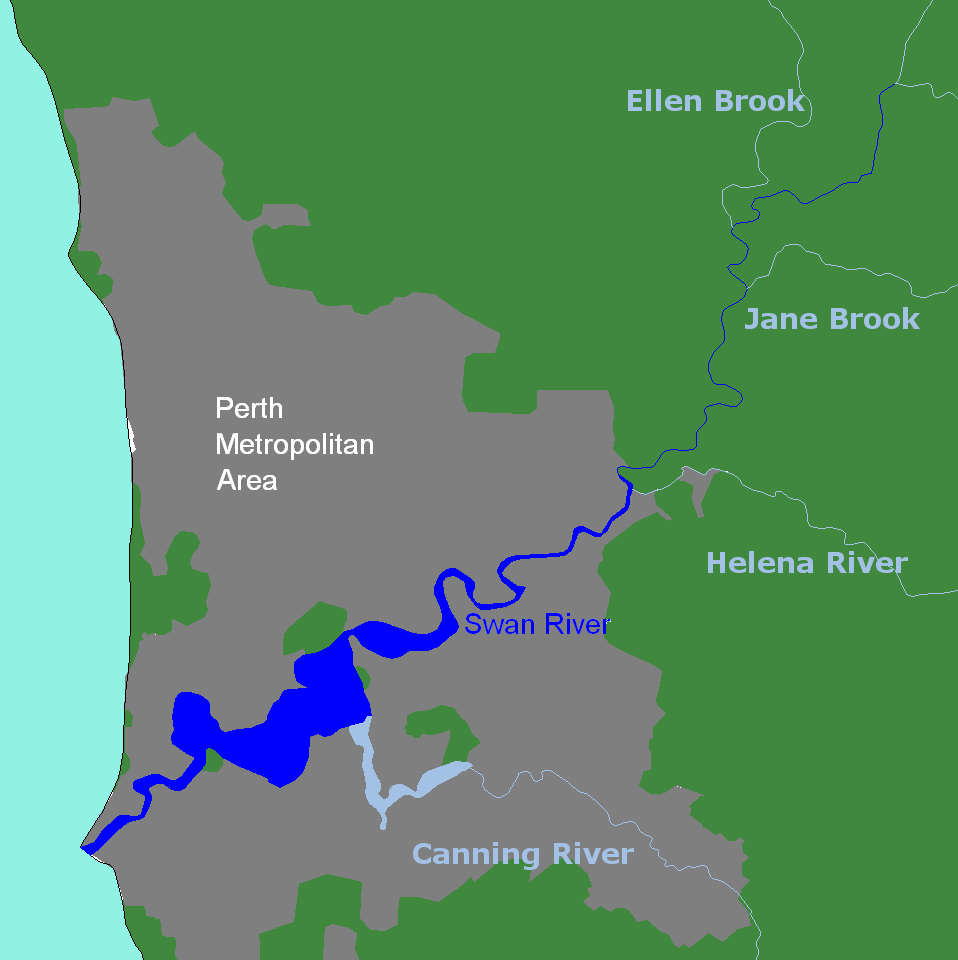
Die Flussläufe des Swan River und Canning River

Die Wagyl (auch Waugal oder Waagal) ist ein mythisches Wesen der Noongar-Kultur. Es ist ein Wesen aus der Traumzeit der australischen Aborigines, eine Schlange, die den Swan River und Canning River sowie weitere Wasserwege und Landschaftsformen bei Perth sowie im Südwesten von Western Australia bildete.

## Mythos
Die Regenbogenschlange, ein mythisches Wesen in fast allen ursprünglichen Traumzeitvorstellungen der Aborigines, schuf das Universum und die Menschen und gab der Wagyl, einem kleineren, aber nichtsdestoweniger kraftvollen Schlangenwesen, die Fähigkeit Seen, Flüsse und Tiere zu erschaffen. Die Wagyl-Schlange ihrerseits beauftragte die Noongar das Land zu beschützen. Die Elders (Stammesältesten) der Noongar, die über die Traumzeit berichten, sollen die Fähigkeit haben, die Wagyl-Schlange zu sehen.
Die Felswände des Darling Scarp, Berge im Osten des Swan Coastal Plain bei Perth, sollen den körperlichen Abdruck der Wagyl-Schlange darstellen, die durch das Land mäanderte und die Konturen der Hügel und Wasserläufe und Rinnen formte, wie auch die Seen, beispielsweise den Lake Monger. Die Schlange befindet sich unterhalb der Quellen. Als die Wagyl über das Land glitt, schuf sie die Sanddünen und ihr Körper formte die Flussläufe und wo sie ab und zu anhielt, entstanden Flussufer und Seen. Felsen sind ihr Auswurf und sie sind besonders heilig. Als sie sich bewegte, fielen ihre Schuppen ab und diese wurden zu Wäldern und Baumlandschaften.
Möglicherweise haben die Wagyl-Erzählungen, die mündlich überliefert sind, einen realen Hintergrund zur früheren australischen Megafauna, auf eine Würgeschlange, die Wonambi naracoortensis, die eine Länge von fünf bis sechs Meter erreichte.

## Heute
Die Schlange rastete am Fuß des Mount Eliza und dieser Ort ist für die Noongar heilig. An diesem Platz befindet sich die ehemalige Swan-Brauerei. Als die Noongar-Gruppen dieses Land zurückhaben wollten, wurde zwischen den späten 1990ern und den frühen 2000ern dort ein Protestlager der Noongar errichtet.
Heute gehen ältere Noongar-Aborigines entlang des Swan River und berichten den jungen Aborigines von der Traumzeit der Wagyl-Schlange.